# 적아현
적아현(赤牙縣 또는 蹟牙縣)은 신라시대 지금의 예천군 효자면과 은풍면지역에 있던 지역이다.

## 연혁
상세한 연혁은 알 수 없다. 경덕왕 때에 은정현(殷正縣)으로 개명한 뒤 고려초에 은풍(殷豊)으로 고쳐 1018년 고려 현종 9년 안동부에 예속되었다가 1390년 기주현(基州縣)에 합병되어 풍기군이 되었다. 면리제 이후 풍기군 상리와 하리 두 면이 들어섰고 1914년 풍기군이 영주군에 합병되어 영주군 상리면과 하리면이 되었다가 1923년 지금의 예천군 상리면, 하리면이 되었다.
한국전쟁 당시에 상리면 주민들을 대피시켜 면이 일시 폐지되었다가 54년 복구되었다.
2016년 2월에 상리면이 효자면으로, 하리면이 은풍면으로 바뀌었다.

## 은풍 박씨
은풍 박씨는 신라 경명왕의 아들로 밀양 박씨의 시조인 밀성대군(密城大君) 언침(彦枕)의 후손이지만 이후에 족보가 소실되어 은풍을 본관으로 조선건국시기에 풍기군수인 박치온(朴致溫)을 1시조로 시작되었다. 통계청에 의하면 200년 현재 58인이 남한에 거주하고 있다.